# Tamus
Ne doit pas être confondu avec Tamu.
Genre
Classification phylogénétique
Tamus est un genre de plantes de la famille des Dioscoreaceae. Ce genre a subi plusieurs révisions, notamment au XXe siècle. Finalement, depuis 2002, les espèces de ce genre ont été intégrées au genre Dioscorea. Par conséquent, le genre Tamus est à l'heure actuelle considéré comme obsolète.
L'espèce la plus connue de ce genre était sans doute le tamier, alors Tamus communis L., maintenant Dioscorea communis (L.) Caddick & Wilkin.

## Espèces précédemment classées dans ce genre
- Pour Tamus communis L., voir Dioscorea communis (L.) Caddick & Wilkin
- Pour Tamus elephantipes L'Hér., voir Dioscorea elephantipes (L'Hér.) Engl.
- Pour Tamus orientalis J.Thiébaut, voir Dioscorea orientalis (J.Thiébaut) Caddick & Wilkin
- Pour Tamus sylvestris Kunth, voir Dioscorea sylvatica Eckl.